# Hunnia-ügy
A Hunnia-ügy Magyarország első olyan rendőrségi és bírósági ügye, amelyben a hatóságok a vádlottakat bűnszervezetben elkövetett terrorcselekmények elkövetésével vádolják.
A vád szerint a csoport 2007 és 2009 között hajtott végre molotov-koktélos és robbantásos támadásokat az akkori szocialista-liberális kormánytöbbség tagjainak ingatlanjai ellen, „meleg” szórakozóhelyek és egy jegyiroda ellen, valamint bántalmazták a magyar Hír Televízió egyik műsorvezetőjét, Csintalan Sándor egykori szocialista politikust. A műsorvezető bántalmazását leszámítva a támadások nyomán más személyi sérülés nem történt, egyes esetekben a kárérték is jelentéktelen, a vádhatóság szerint azonban mindez nem az állítólagos terrorszervezet szándékain múlott.

## Története
Az ügy eredetileg a Magyarok Nyilai Felszabadító Hadsereg nevű (fantom)szervezethez kötődött, amely a hatóságok mostani állításai szerint valójában a Budaházy György és Toroczkai László által 2007-ben létrehozott Hunnia Mozgalom Budaházy által vezetett „katonai szárnyával” azonos. A Magyarok Nyilai elnevezést ismeretlen személy(ek) használta(’k) aláírásként több elektronikus levélben, amelyeket a támadásokat követően és azok kapcsán figyelmeztető és fenyegető tartalommal juttattak el a magyarországi médiumoknak, esetenként a támadásokhoz köthető fényképfelvételeket is mellékelve.

## A Hunnia Mozgalomról
Budaházy és Toroczkai a Hunnia Mozgalmat egy nemzeti radikális társadalmi mozgalomként hirdették meg egy 2007. április 21-ei nyilvános rendezvényen. A szervezetet alapítványként próbálták bejegyezni, a két kérelmező közéleti szerepléseire való hivatkozással azonban ezt a hatóság megtagadta. A kérelmezők fellebbezését követően végül a másodfokú bíróság arra hivatkozva hozott elutasító döntést, hogy egy alapítvány nem foglalkozhat – a célok között megjelölt – „környezetvédelemmel”.
A Hunnia Mozgalom legnagyobb sikerének alapítói a 2008-ban végzett ún. razzia programot tartják, amelyben a mozgalom tagjai olyan bűncselekményeket próbáltak feltárni, majd a megismerteket publikálni, amelyekben az elkövetők vagy társtettesek többnyire állami alkalmazottak, és amely ügyek addig nem (vagy sohasem) kerültek bíróság elé, vagy nem váltak közismertté. A Razzia program legnagyobb sikerének a Hunnia Mozgalom tagjai által felderített és kirobbantott ún. Sukoró-botrányt tartják, amely során egy, a Velencei-tó partján fekvő településen, Sukorón megépíteni kívánt óriáskaszinó-beruházás körüli visszaélésekre hívták fel a sajtó és a nyilvánosság figyelmét. Budaházy György szimpatizánsai szerint épp a Razzia program egyre erősödő sikere vezetett Budaházy és vádlott-társai letartóztatásához, és a Hunnia Mozgalom kriminalizálásához.
A Hunnia Mozgalom által létrehozott és működtetett internetes oldal, a hunnia.org a rendőrségi lefoglalások nyomán elérhetetlenné vált. A mozgalom célkitűzéseiről, működéséről, és eredményeiről emiatt már csak sajtóarchívumokból, vagy Budaházy György  internetes rádióműsorának hangarchívumából lehet tájékozódni.

## A Hunnia-per
A Hunnia-pernek 17 vádlottja volt: Budaházy György (I. rendű), S. József (II.r.), Szász Endre István (III.r.), S. Frigyes (IV.r.), M. Csaba (V.r.), P. László (VI.r.), P. Gergely (VII.r.), T. Csaba (VIII.r.), N. Zoltán (IX.r.), G. Blanka (X.r.), F. Róbert (XI.r.), J. Gábor (XII.r.), K. Csaba (XIII.r.), B. Beáta (XIV.r.), B. Anikó (XV.r.), B. Gábor (XVI.r.), és R. Krisztián (XVII.r.). 16 vádlottal szemben terrorcselekmény elkövetése, a XVII.r. vádlottal szemben lőszerrel való visszaélés a vád. Amennyiben a bíróság megállapítja a bűnösségüket, büntetési tételként velük szemben akár életfogytig tartó fegyházbüntetés kiszabható. Az ügyben eredetileg szintén vádlottként szereplő S. Tibort az ügyészség tanúvá minősítette át, vélhetőleg olyan vádalku keretében, amelyben az akkor vádlott S. Tibor terhelő vallomást tett vádlott-társaira, és az általa a csoport vezetőjének állított Budaházy Györgyre.
2022. március 16-án új[pontosabban?] elsőfokú ítéletet hozott a Fővárosi Törvényszék az úgynevezett Hunnia-perben. Budaházy Györgyöt tizenhét év fegyházra ítélte, feltételesen sem bocsátható szabadlábra. Az eddig előzetesben, házi őrizetben töltött időt beszámítják. Több más vádlottat is tíz évnél hosszabb szabadságvesztésre ítéltek: a másodrendű például 14, a harmadrendű 15 év fegyházat kapott, de volt olyan vádlott is, aki megúszta másfél év felfüggesztett börtönnel. Az ítélethirdetés után az érintetteket letartóztatták.
2022. december 27-én hét személyt eljárási kegyelemben, majd 2023. április 27-én Novák Katalin köztársasági elnök a Hunnia-ügy további elítéltjeit is kegyelemben részesítette: felfüggesztette őket a szabadságvesztésük letöltése alól.